# هيكتور هيريرا (منافس ألعاب قوى)
هيكتور هيريرا هو منافس ألعاب قوى كوبي، ولد في 23 مايو 1959 في Vertientes ‏ في كوبا.

## وصلات خارجية
- هيكتور هيريرا على موقع الاتحاد الدولي لألعاب القوى (الإنجليزية)
- هيكتور هيريرا على موقع أوليمبيديا (الإنجليزية)